# Kristian Silbvers
Kristian Gert Silbvers, född 1 januari 1981, är en svensk politiker (sverigedemokrat). Han är ledamot i Sverigedemokraternas partistyrelse sedan 2021 och ledamot i kommunstyrelsen i Borås.